# Jaroslav Hašek
Jaroslav Hašek   (Praga, 30 d'abril de 1883 - Lipnice nad Sázavou, 3 de gener de 1923) fou un escriptor txec conegut sobretot per la seva figura literària el bon soldat Svejk (el títol original en txec: Osudy dobrého vojáka Švejka za světové války), una sàtira antimilitarista ambientada en la Gran Guerra, publicada per entregues entre 1920 i 1923. Aquesta obra és considerada l'obra mestra de la narrativa en la llengua txeca.

## Biografia

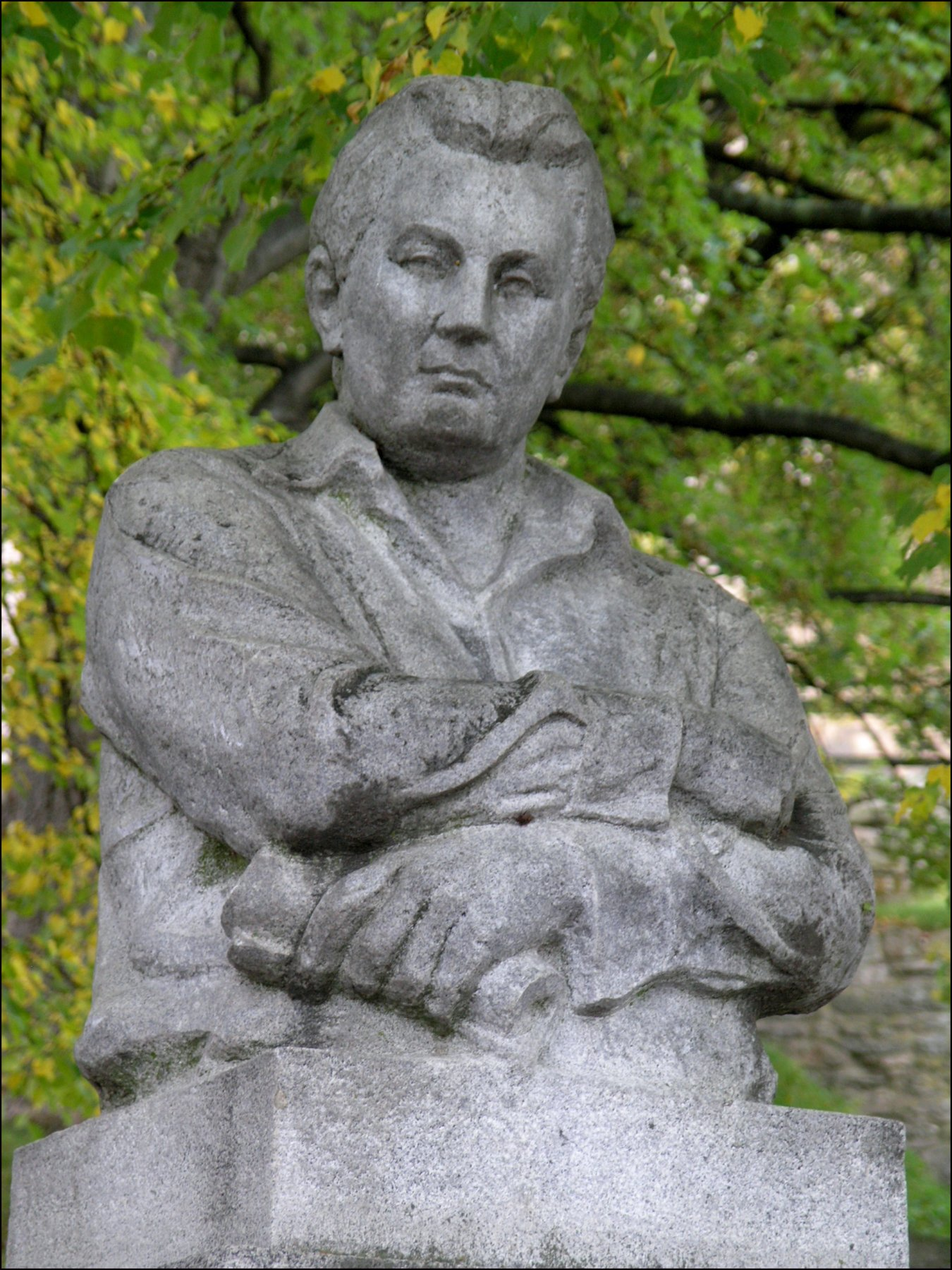
Monument a Hašek a Lipnice nad Sázavou, prop de casa seva

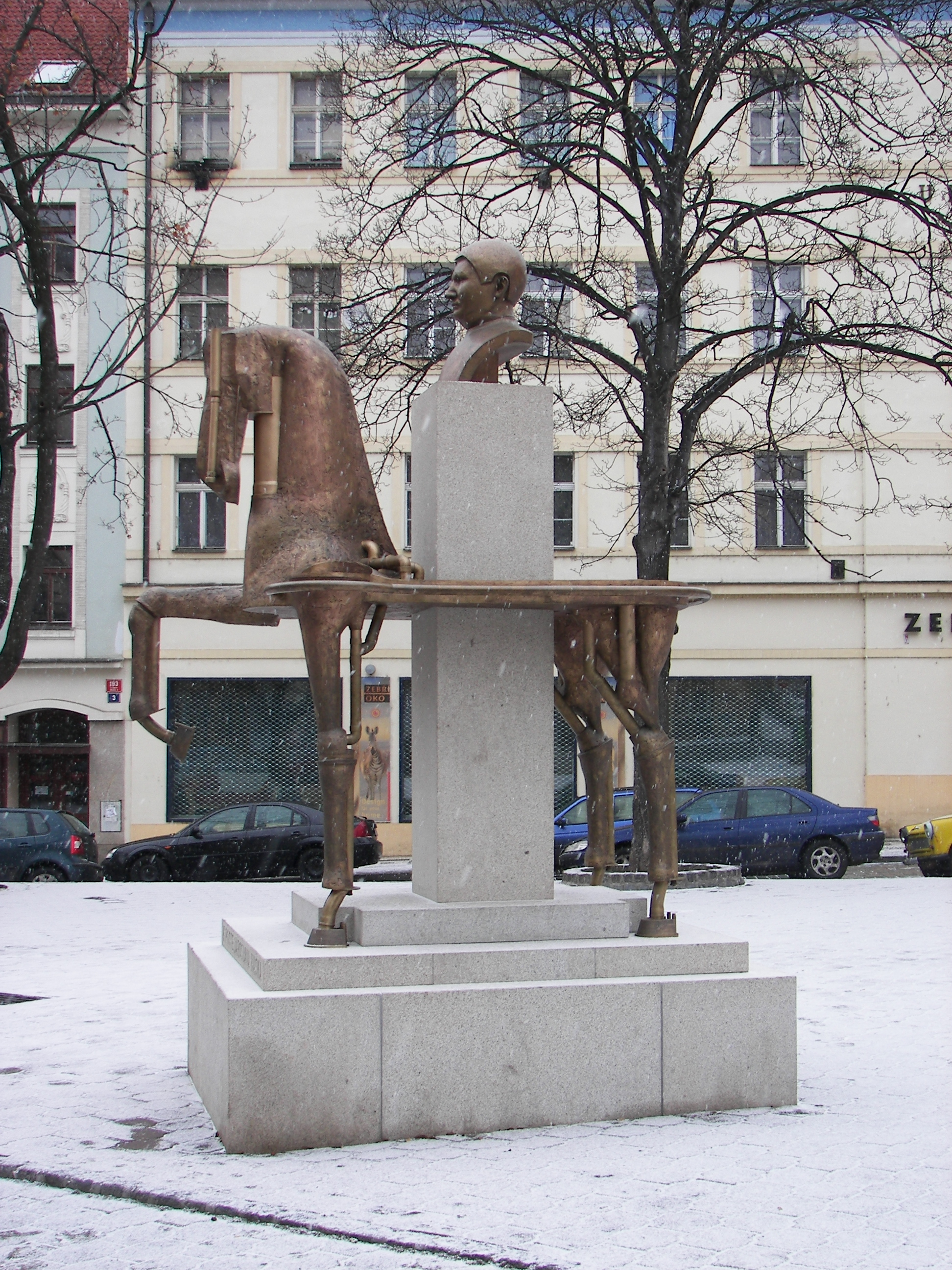
Monument de Hašek a Praga

Els avantpassats paterns de Jaroslav Hašek eren agricultors arrelats a Mydlovary a Bohèmia del Sud. L'avi de Hašek per part del seu pare, František Hašek, va ser membre del Landtag txec i més tard també de l'anomenada convenció de Kromeriz. També va participar en lluites de barricades a Praga el 1848. Segons alguns rumors, va treballar amb Mikhail Bakunin durant la seva estada a Bohèmia el 1849.
La família de la seva mare, Katherine, de soltera Jarešová, també era de Bohèmia del Sud. El seu avi Antonín Jareš i el seu besavi Matěj Jareš eren cuidadors dels estanys dels prínceps de Schwarzenberg al poble de Krč número 32.
Jaroslav Hašek va ser fill d'un professor auxiliar d'institut anomenat Josef Hašek. El pare era professor de matemàtiques i un fanàtic religiós. died early of alcohol intoxication. Va ser al centre educatiu on treballava el seu pare que Jaroslav va ingressar primerament, abans d'haver-lo d'abandonar prematurament degut a l'anticipada mort del seu pare l'any 1896. El pare ea causa del dolor causat pel càncer que patïa. Aleshores, la pobresa va obligar la seva mare Kateřina amb tres fills a traslladar-se més de quinze vegades.
En abandonar el centre, Jaroslav va iniciar una formació professional a l'adrogueria Kokoška de Praga, però tot just un any després va ser expulsat pel seu tutor i va ingressar a la recent inaugurada acadèmia comercial, els estudis de la qual va completar exitosament.
Amb 17 anys Hašek va publicar els primers poemes i notes de viatge, les quals es van aparèixer publicades periòdicament al diari Národní listy fins a l'any 1903. El 1902 va aconseguir una feina al banc de Praga Slavia, que va perdre per les seves repetides absències injustificades. A partir d'aleshores es va dedicar únicament a escriure.
El 1904 Hašek es va incorporar al moviment anarquista txec i degut a la seva participació en uns quants actes contestataris de tant en tant va tenir problemes amb les forces de l'ordre públic. El 1907 Hašek va esdevenir redactor de la revista anarquista Komuna. Això no obstant, el compromís matrimonial amb Jarmila Mayerová el 1908 el va fer desentendre's de tot contacte amb el moviment anarquista.
Entre els anys 1908 i 1911 Hašek va escriure molts texts humorístics per diverses revistes, per exemple Kopřivy i Karikatury. El seu estil literari contrastava fortament amb la literatura convencional de l'època, a l'utilitzar de manera desmesurada un llenguatge groller i vulgar. Va ser aquest el motiu pel qual va ser ignorat pels cercles literaris de l'època. Hašek mateix parava poca atenció als manuscrits, els quals generalment s'abstenia de llegir un cop impresos.
El 1910 va esdevenir redactor de la revista Svět zvířat ('Món dels animals'), la qual gràcies a la seva contribució va gaudir breument d'una gran popularitat, ja que Hašek es dedicava a publicar articles sobre animals inventats. L'espectacular descobriment d'una puça de temps prehistòrics, per exemple, va crear un gran furor dins la comunitat científica -Hašek va arribar a mantenir correspondència amb zoòlegs de tot el món. Altres artícles que Hašek es va inventar, per exemple, feien referència a lloros que s'embriagaven fins a quedar inconscients o bé a homes llop, pels quals Hašek donava consells sobre una adequada cria. Finalment, va haver d'abandonar el seu càrrec de redactor després d'haver malmès seriosament el crèdit de la revista. Hašek es va dedicar tot seguit al comerç de gossos, tot venent exemplars robats que feia passar per gossos de pura raça amb pedigrís completament inventats per ell mateix.
Hašek va ser cofundador del Partit del progrés moderat al límit de la llei (txec: Strana mírného pokroku v mezích zákona (SMPVMZ)) amb el qual el 1911 va satiritzar la resta de partits polítics i el sistema electoral mateix. En els seus discursos al local Kravin (Praga) Hašek, en nom del seu partit, exigia ciutadans assenyats, els quals fossin conscients que qualsevol radicalisme només perjudica i que el progrés saludable només es pot assolir de manera moderada i gradual i reclamava -entre altres coses- la reimplantació de l'esclavitud, la nacionalització dels conserges (a l'estil rus [..], on cada conserge és també un confident de la policia) i prometia també donar una peixera a cada un dels votants del partit.
El 1912 Jarmila -la seva muller- va donar llum al seu fill Richard Hašek.
Durant la primera guerra mundial Hašek va ingressar a l'exèrcit austrohongarès (alemany: k.u.k. Armee - kaiserliche und königliche Armee) i va ser destinat al front de l'est -regiment d'infanteria de Bohèmia nr. 91, anomenat Freiherr von Czibulka (alemany). Sota captiveri de guerra rus, Hašek es va incorporar a la legió txeca i posteriorment es va passar a l'Exèrcit Roig. El 1918 va ingressar al partit comunista rus. El 1920 va tornar a Praga, on va emprendre la creació de la seva obra principal, la novel·la Les aventures del bon soldat Svejk, originalment publicada en entregues setmanals i amb les il·lustracions del seu amic Josef Lada. La novel·la restaria inacabada, ja que Hašek patia d'una tuberculosi encomanada durant la guerra i a més el seu estat era feble a causa del seu prolongat i fort alcoholisme. Jaroslav Hašek va morir a l'edat de 39 anys.
Hašek només va poder escriure els tres primers capítols de la novel·la i part del quart. El seu amic Karel Vaněk va intentar completar el llibre escrivint dos capítols més. Això no obstant, la seva qualitat no va igualar la de l'obra de Hašek. Més tard hi va haver altres intents de continuació de l'obra, que perseguien repetir l'èxit de la primera edició. Això no obstant, tot intent va ser fallit. Les aventures de guerra de l'edició original, per contra, van ser en múltiples ocasions filmades, portades a l'escenari i fins i tot versionades per a la ràdio.
A títol d'exemple, Les aventures del bon soldat Svejk van ser portades al teatre l'any 1920 pel dramaturg txec Emil Artur Longen i posteriorment van ser també filmades. El 1927 el director alemany Erwin Piscator, juntament amb Bertolt Brecht, Felix Gasbarra i Leo Lania, va escriure i dirigir una versió teatral de la novel·la.

## Contradiccions i punts d'interès
En l'imaginari públic txec i eslovac, Jaroslav Hašek es fixa com un bohemi, potser fins i tot el bohèmi prototípic de principis del segle xx. De fet, això és en gran part una llegenda i representa l'autoestilització de Hašek. Autor disciplinat, Hašek va ser molt productiu. De les seves obres també es desprèn que va tenir una àmplia (potser poc sistemàtica) educació humanística.
És molt instructiu considerar l'obra de Hašek a Rússia entre 1916 i 1920. Mai ha estat i encara no és percebut com un simple escriptor bohemi o humorista a Rússia, sinó, al contrari, com un oficial de l'exèrcit bolxevic molt responsable i un intel·lectual respectat. També era un soldat relativament hàbil. El 1918 es va distingir com un valent comandant de les tropes de l'Exèrcit Roig txecoslovac en la defensa de Samara. Samara va ser en aquell moment amenaçada des de la direcció de l'estació de Lipyagi per les legions txecoslovaques, que lluitaven al costat de les tropes blanques per restaurar el règim imperial, encara que els legionaris intentaven mantenir la neutralitat essencial i lluitar contra els bolxevics només quan era inevitable. El 8 de juny de 1918, Samara va ser conquerida per les legions. És possible que en aquest moment, Jaroslav Hašek es reunís amb germans txecs i potser els hagi animat a abandonar el partit blanc-rus. Després de la caiguda de Samara, va estar amagat en un territori controlat per tropes blanques (i legions txecoslovaques) durant uns quants mesos.
És possible que en les condicions revolucionàries específiques de Rússia, Hašek tingués l'oportunitat d'afirmar aquells aspectes del seu caràcter que no podien manifestar-se en condicions estabilitzades i essencialment de petites ciutats txeques. També va ser important que la seva organització del partit prohibís a Hašek beure alcohol. Va ser enviat bàsicament a Txecoslovàquia amb l'objectiu d'organitzar el moviment comunista, la qual cosa també dona suport a la tesi que havia de ser percebut com una persona responsable i un organitzador capaç a la Rússia soviètica.
Un tema de debat i especulacions és com es va comportar Hašek a l'Exèrcit Roig, especialment en una època en què era comissari –i comandant adjunt– de Bugulma.
Hašek va tenir un contacte estret amb diversos revolucionaris, inclòs Lev Trotski. Els col·laboradors més propers de Hašek a Rússia - Nikolai Ivanovich Kotxkurov (Artem Vesely) o Vladimir Iakovlevitx Zazubrin - després van ser víctimes de la repressió de Stalin.
També s'especula sobre la misteriosa missió de Hašek a Mongòlia, que probablement va emprendre per compte del servei soviètic. L'escriptor Pavel Gan afirma que va ser allà juntament amb el revolucionari xinès Chen Chang-Hai, àlies Vanya Chang, i que anava amb ell a la Xina, on probablement va aprendre xinès.
Un aspecte poc conegut de la biografia de Hašek és que després de tornar a la seva terra natal es va trobar una mica aïllat. Estava incòmode d'esquerra a dreta. Després d'abandonar la política comunista, per exemple, Stanislav Kostka Neumann el va descriure com un traïdor a la revolució proletària. Per al poeta Karel Toman va ser titllat de traïdor de la nació pel seu braç vermell i es va negar a donar-li la mà quan es va trobar amb ell en un cafè després de la guerra. Hi va haver més reaccions hostils. La marxa d'Hašek a Lipnice, on va escriure Švejk, va ser motivada per l'ambient hostil que va trobar a Praga.

## Llegat
Jorge Luis Borges, William Faulkner, David Foster Wallace, Umberto Eco i J.D. Salinger han estat uns quants dels escriptors que han estat inspirats per l'obra i l'estil del txec.
Les Aventures del bon soldat Svejk és considerada com la millor obra de la literatura txeca i ha estat traduïda a més de 60 idiomes.
Es diu que estant a Rússia va aprendre la llengua buriata i va fundar la primera revista buriata, tornant-se una figura important de la història del petit poble.
El 1918, durant dos mesos va ser governador de la ciutat de Bugulma, on té avui un museu. Sobre aquesta etapa de la seva vida va escriure la novel·la Velitelem mesta Bugulmy.

## Obres
- Májové výkřiky (1903), recull de poemes
- Trampoty pana Tenkráta (1912)
- Les Aventures del bon soldat Svejk, traduïda al català ('Dobrý voják Švejk a jiné podivné historky) (1912)
- Průvodčí cizinců, (1913)
- Osudy dobrého vojáka Švejka za světové války (1921-23) Les aventures del bon soldat Svejk - eLibrary Austria Volltext (txt, E-Book) Arxivat 2007-09-29 a Wayback Machine.
- Črty, povídky a humoresky (1955), Recull de contes